# Lycinus epipiptus
Lycinus epipiptus is een spinnensoort in de taxonomische indeling van de bruine klapdeurspinnen (Nemesiidae).
Lycinus epipiptus werd in 1963 beschreven door Zapfe.